# 人口波動
人口波動（じんこうはどう、population oscillation）とは、人口の長期的な推移に、幾度かの波があるという学説 。
イギリスの経済学者、トマス・ロバート・マルサス『人口論』の中で提唱した「オシレーションズ（Oscillations）」を、日本の経済学者や人口学者が「人口擺動（はいどう）」や「人口波動」と翻訳して継承した。

## 概要
人口波動の学説的原点は、R.マルサスが『人口論』の中で主張した「オシレーションズ（Oscillations）」にある。
マルサスは1798年に出版した『人口論』（An Essay on The Principle of Population）初版の中で「人口は幾何級数的に増加するが、食料は算術級数的にしか増加しないから、その帰結として窮乏と悪徳が訪れる」という理論を発表した。
その後、1826年に出版した第6版の中で、これを修正して、「人口と生活資料の間のバランスが崩れた時、積極的妨げと予防的妨げの２つの抑制現象が始まる」とし、また生活資料に対してはその水準を高めようとする「人為的努力（耕地拡大や収穫拡大など）」が発生するとして、新たに出現する均衡状態は、以前より高い水準で達成されるという主張を書き加えた。
要約すると、〔人口増加→不均衡発生→人為的努力→人口抑制緩和→人口増加〕という一連の現象が、循環的に現れるということである。このサイクルを、マルサスは「オシレーションズ（Oscillations）」と名づけ、「人口の長期的推移は波を打つ」という理論提唱した。
「この種の波動はおそらく普通の人にははっきりと見えないであろう。（中略）この問題を深く考える思慮深い人ならば、だれも疑うことはできない」とマルサスは付言している。

## 世界人口推移による検証
「世界人口の長期推移には幾度かの急増期がある」という指摘は、20世紀の後半から、欧米の人口学者の間で始まっており、その背景についてもさまざまに議論されてきた。代表的な事例には、次のようなものがある。

### E.ディーベイ：Edward S. Deevey, Jr.:アメリカの生態学者
「人類史には人口の急増期が3度あった」と指摘し、その時期と背景について、次のように述べている。 
- 1度めはB.C.100万年前の道具（石器）の発明によるもの
- 2度めはB.C.8000～B.C.4000年の農業と都市の開始によるもの
- 3度めは18世紀からの科学と産業の開始によるもの

### C.マッケブディ：Colin McEvedy、R.ジョーンズ；Richard M. Jones:アメリカの人口学者
「人口史には3つのサイクルがある」と指摘し、その内容を次のように説明している。
- 第1はB.C.1万年前からA.D.500年ころに至る「原始サイクル」で、前5000年ころの「鉄器の発明」と「農業革命」によって達成されたもの
- 第2は、500年ころから1400年ころまでの「中世サイクル」で、ヨーロッパの封建制や中国王朝の隆盛化のもとで達成されたもの
- 第3は、1400年ころから現代を経て2200年ころまで続く「現代サイクル」で、「産業革命」によって達成されたもの

### J-N.ビラバン：Jean-Noel Biraben：フランスの人口学者
B.C.6.55万年以降の世界人口の推移を推定したうえで、「少なくとも5回の急増期があった」と指摘している。
1. B.C.35000~3000年ころから
2. B.C.8800年ころから
3. B.C.800年ころから
4. A.D.500年ころから
5. A.D.1400年ころから

これらの背景として、1では気候温暖化と旧石器文化、2でも気候温暖化と新石器文化、3、4、5では気候変動、主要国の領地拡大、文化的変化などを指摘している。

### 古田隆彦：日本の人口社会学者

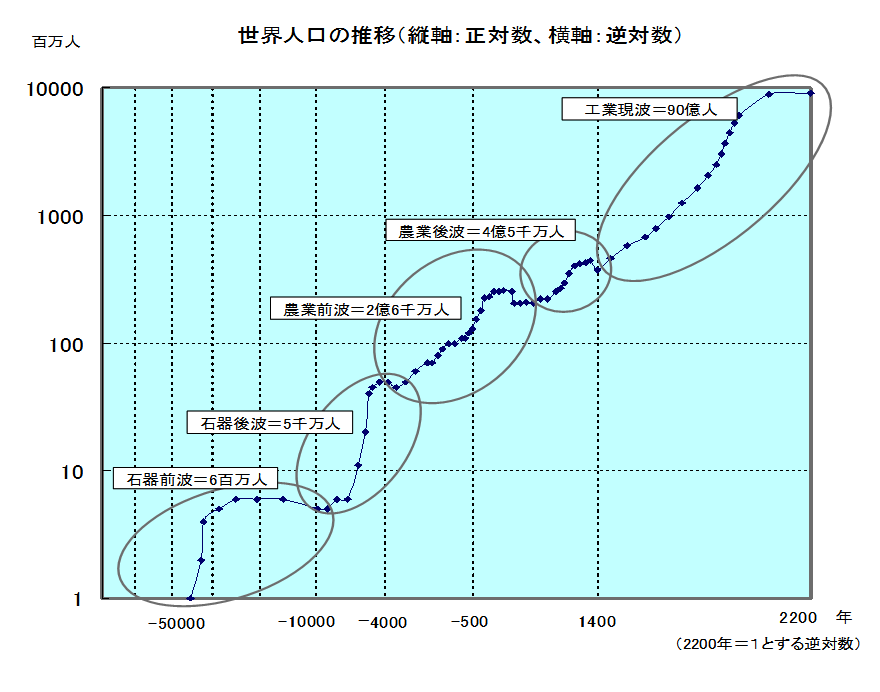

J-N.ビラバンなどの推計データに基づき、特殊グラフにより5大波動を提示し、さらに時間軸＝逆対数、人口軸＝正対数によるグラフで5大波動を抽出している。
1. B.C.4万年ころに始まる約600万人の波･･･旧石器文明による石器前波
2. B.C.1万年ころに始まる約5000万人の波･･･新石器文明による石器後波
3. B.C.3500年ころに始まる約2億6000万人の波･･･粗放農業文明による農業前波
4. A.D.700年ころに始まる約4億5000万人の波･･･集約農業文明による農業後波
5. A.D.1500年ころに始まる約90億人の波･･･近代工業文明による工業現波